# Cantó de Fraize
El cantó de Fraize és un cantó francès del departament dels Vosges, situat al districte de Saint-Dié-des-Vosges. Té 9 municipis i el cap és Fraize.

## Municipis
- Anould
- Ban-sur-Meurthe-Clefcy
- La Croix-aux-Mines
- Entre-deux-Eaux
- Fraize
- Mandray
- Plainfaing
- Saint-Léonard
- Le Valtin

## Història
| Data d'elecció                           | Identitat         | Partit                     | Qualitat |
| ---------------------------------------- | ----------------- | -------------------------- | -------- |
| 1945-1949                                | M. Mayard         | PCF                        |          |
| 1949-1952                                | M. Ducreux        | radical                    |          |
| 1952-1961                                | Henri Lavelée     | Divers droite, després UNR |          |
| 1961-1967                                | Joseph Valentin   | PCF                        |          |
| 1967-1979                                | M. Fréchin        | UDR, després RPR           |          |
| 1979-1992                                | Joseph Valentin   | PCF                        |          |
| 1992-1998                                | François Thiébaut | RPR                        |          |
| 1998-2004                                | Claude Jacquot    | PS                         |          |
| 2004-                                    | Jean Claude       | PS                         |          |
| les dades anteriors no són pas conegudes |                   |                            |          |
|                                          |                   |                            |          |

## Demografia
| A partir de 1990: Població sense dobles comptes |